# PgAdmin
pgAdmin  è un'applicazione C++ libera, una interfaccia grafica che consente di amministrare in modo semplificato database di PostgreSQL. L'applicazione è indirizzata sia agli amministratori del database, sia agli utenti. Gestisce i permessi prelevandoli dal database PostgreSQL.
pgAdmin permette di creare un database da zero, creare le tabelle ed eseguire operazioni di ottimizzazione sulle stesse. Presenta un feedback sulla creazione delle tabelle per evitare eventuali errori. Sono previste delle funzionalità per l'inserimento dei dati (popolazione del database), per le query, per il backup dei dati, ecc.
L'amministratore, invece ha a disposizione un'interfaccia grafica per la gestione degli utenti: l'interfaccia permette l'inserimento di un nuovo utente, la modifica della relativa password e la gestione dei permessi che l'utente ha sul database, utilizzando lo standard SQL.
È multipiattaforma in quanto realizzato in linguaggio Python. È disponibile in una dozzina di lingue.

## Storia
Il primo prototipo, chiamato pgManager, è stato scritto per PostgreSQL 6.3.2 dal 1998, e riscritto e distribuito come pgAdmin sotto la licenza GPL nel mese successivo. La seconda release (denominata pgAdmin II) fu una riscrittura completa, pubblicata la prima volta il 16 gennaio 2002. La versione corrente è pgAdmin 4, originariamente distribuito sotto la stessa licenza di PostreSQL (PostgreSQL License).
Dalla versione 4, pgAdmin è stato riscritto in Python.